# سداسيات الكريكيت في هونج كونج
تُعتبر بطولة "هونغ كونغ كريكيت السداسية "هي  بطولة  دولية تختص بالكريكت تكون بنظام الفرق وكل فرقة مكونة من  ستة لاعبين، وتُقام في نادي كولون وكذلك ملعب شارع ميشين،  الذي يقع في منطقة مونغ كوك و تضم البطولة الدولية من ثمانية إلى اثني عشر فريقًا.
وهذه البطولة تنضم من قبل "كريكيت هونغ كونغ"، وهي منظمة تم أعتمادها من قبل مجلس الكريكيت الدولي.
صممت هذه البطولة وفقا لقواعد من أهمها ملائمة لمشاهدة التلفزيون، مع  مراعاة وجود قواعد و أماكن  يساعدان  على الضرب العدواني والتسجيل العالي. وذلك بسبب أن كل لاعب  بإستثناء (حارس المرمى)  مُطالب في رمي كرة واحدة وهذا يشمل اللاعبين الشاملين .
أقيمت جميع النسخ من البطولة في نادي  نسخ البطولة أُقيمت في نادي كاولون للكريكيت  بأستثناء البطولتين التي أقيمتا في 1996 و 1997،
فتم أقامتهن في  ملعب هونغ كونغ الرياضي في الصين ، النسخة الحديثة التي كانت في  2024 فتمت  إقامتها في( ملعب طريق ميشين، منغ كوك)

## تاريخ
باكستان هو من أنجح الفرق المشاركة  في البطولة ,حيث فازت  بخمسة ألقاب وأهلها للفوز في المركز الثاني
وأحتلت خمسة ألقاب أخرى أيضًا. ففي عام 2007، هزمت  فريق النجوم من سريلانكا (الذي يضم لاعبين مثل (الذي ضم لاعبين مثل شيفنارين تشاندربال  )  ومن تم  تم تتويجه باللقب.
في نسخة 2008 عاد فريق النجوم للمشاركة في البطولة  ، حيث أنظم إلى الفريق نجم الكريكت ا بريان لارا  من جزر الهند الغربية ، وكذلك أنظم أيضا  ستيفن فليمنغ قائد منتخب نيوزيلندا،وانضموا إلى تسعة فرق دولية تمثل دولًا مختلفة في البطولة  وهم  بطل النسخة السابقة سريلانكا، أستراليا، بنغلاديش، إنجلترا، الهند، نيوزيلندا، باكستان، جنوب أفريقيا، والمضيف هونغ كونغ.
في عام 2009 أقيمت البطولة من  تاريخ 31 أكتوبر إلى 1 نوفمبر، حيث تم التنافس فيها بين ثمانية فرق ، حيث حقق منتخب جنوب أفريقيا الفوز على هونغ كونغ في المباراة النهائية.
في عام 2011، تم منح رابطة كريكيت هونغ كونغ 3.5 مليون دولار هونغ كونغ من قبل صندوق الفعاليات الكبرى (MEF) التابع لحكومة منطقة هونغ كونغ الإدارية الخاصة لتنظيم الحدث، مع رعاية إضافية من مجموعة كارب.
للتتوافق الأهداف مع صندوق الفعاليات الكبرى  وذلك لترويج لهونج
كونغ لتكون عاصمة للفعاليات في قارة أسيا تم أضافة  بعض التعديلات على صياغة البطولة ، بأن تشمل هذه التغيرات   تمديد زمن البطولة من يومين إلى ثلاثة أيام، وأن تبدأ المباريات يوم الجمعة من عطلة نهاية الأسبوع الخاصة بالفعالية. كذلك أيضا  تم زيادة عدد الفرق  المشاركة في البطولة من ثمانية   فرق إلى أثنا غشر فريقًا،
وسوف يكون ذلك من خلال إضافة ثلاث فرق وطنية إضافية  وكذلك فريق دعوة من لاعبين دوليين.
وبسبب ضيق الوقت لم تتمكن رابطة هونغ كونغ للكريكيت (HKCA)  من تقديم طلبًا آخر لصندوق الفعاليات الكبرى (MEF) في عام 2012. وأكتفت  بذلك بالأعتماد على المنحة المصغرة  التي منحها لها البرنامج "M" الحكومي.
وهذا أدى  بدوره إلى تقليص حجم البطولة لتقام على مدار يومين بدلا من ثلاثة أيام ،وذلك من تاريخ  27 و28 أكتوبر مع مشاركة ثمانية فرق (باستثناء فريق النجوم)
تم رفض طلبات رابطة الكريكيت في هونغ كونغ  في عام 2013 وهي الحصول على مساهمات من صندوق الفعاليات الكبرى (MEF) (التي كانت قيمتها في البداية 10 ملايين دولار هونغ كونغي ومن ثم  تم تعديلها إلى 5 ملايين  دولار هونغ كونغي)، ومن خلال برنامج  M-Mark"   تم تأمين مليون دولار هونغ كونغي فقط  لتنظيم البطولة .
شعرت الرابطة  بأنها بحاجة  تأمين مبلغ إضافي يتراوح بين 500,000 إلى مليون دولار هونغ كونغي لتسطيع  تنظيم البطولة،  ولعدم قدرتها تأمين المبلغ  وعدم حصولها  على رعاة داعمين لها بشكل  خاص أدى  ذلك إلى ألغاء البطولة.
في 28 يونيو 2017، أعلنت كريكيت هونغ كونغ أن بطولة هونغ كونغ سداسيات الكريكيت  ستعود بعد إنقطاع دام خمس سنوات  وذلك في 28-29 أكتوبر .  حيث تمت أقامة  البطولة في ذلك العام في نادي كولون للكريكيت
تنطبق قوانيين لعبة الكريكت  ، باستثناء:
- يتم لعب المباريات بين فريقين وكل فريق مكون من ستة لاعبين،  وكل مباراة  تكون مكونة  من ستة أشواط  كحد كأقصى و مكونة من ست كرات و لكل فريق (ثماني كرات في المباراة النهائية.
- كل عضو في الفريق المدافع يقوم برمي كرة واحدة ولكن بأستثناء (حارس الويكيت)
- يتم إيحتساب الكرات الواسعة وكذلك الكرات غير القانونية كركضة إضافية للفريق الضارب، بالإضافة إلى كرة إضافية. ولكن لا يوجد في قانون اللعبة ضربات حرة للكرات غير القانونية.
- إذا تم إسقاط خمس كرات  ويكيت قبل إكمال خمسة أشواط ، سوف يستمر الضارب الأخير في اللعب مع الضارب الخامس الذي يعمل كعدّاء. وهو دائما من يأخذ الضربة الأولى.  وبذلك تنتهي الجولة عند سقوط الكرّة السادسة.
- .يتقاعد الضاربون عند وصولهم 50 نقطة دون أن يخرجوا من أماكنهم  .و يمكن للضارب المتقاعد أن يعود لى الملعب وذلك بعد أن يتقاعد الضاربون الأدنا ترتيبا أو بعد  أن يتم إخراجهم.
- أما عن طريقة إحتساب نظام النقاط في البطولة ، فيتم عن طريق منح نقطتين  لكل  مباراة يتم الفوز فيها .

## نتائج البطولة
| فريق                              | البطولات التي فازت بها | سنوات الفوز                  | وصيف البطولة | وصيف السنوات                       |
| --------------------------------- | ---------------------- | ---------------------------- | ------------ | ---------------------------------- |
| باكستان</img> باكستان             | 5                      | 1992، 1997، 2001، 2002، 2011 | 6            | 2003, 2006, 2010, 2012, 2017, 2024 |
| إنجلترا</img> إنجلترا             | 5                      | 1993, 1994, 2003, 2004, 2008 | 4            | 1995، 1997، 2002، 2011             |
| جنوب إفريقيا</img> جنوب إفريقيا   | 5                      | 1995، 2006، 2009، 2012، 2017 | 1            | 2001                               |
| SL</img> SL                       | 2                      | 2007، 2024                   | 2            | 1993، 2004                         |
| أستراليا</img> أستراليا           | 1                      | 2010                         | 2            | 1994، 2008                         |
| الهند</img> الهند                 | 1                      | 2005                         | 2            | 1992، 1996                         |
| الهند الغربية</img> الهند الغربية | 1                      | 1996                         | 1            | 2005                               |

## أنظر أيضا
- لعبة الكريكت القصيرة